# Isauria
Isauria (in greco Ἰσαυρία) era il nome di un'antica regione nel sud della penisola anatolica, la cui posizione variò sensibilmente nei secoli. Essa corrisponde grossomodo alla parte sudoccidentale dell'attuale provincia turca di Konya.
L'Isauria prese il nome dal popolo isaurico (Isauri) che abitò quella regione, e conseguentemente dalle due città di Isaura Palaea (Ίσαυρα Παλαιά, in latino Isaura Vetus) e Isaura Nea (Ίσαυρα Νέα, Isaura Nova). Il nucleo originario della regione si trovava ai piedi del versante settentrionale della catena del Tauro.
In epoca alto-imperiale la regione, già soggiogata intorno al 78 a.C., fece parte, assieme alla Licaonia, del regno cliente e in seguito della provincia di Galazia.

## Provincia romana di Isauria

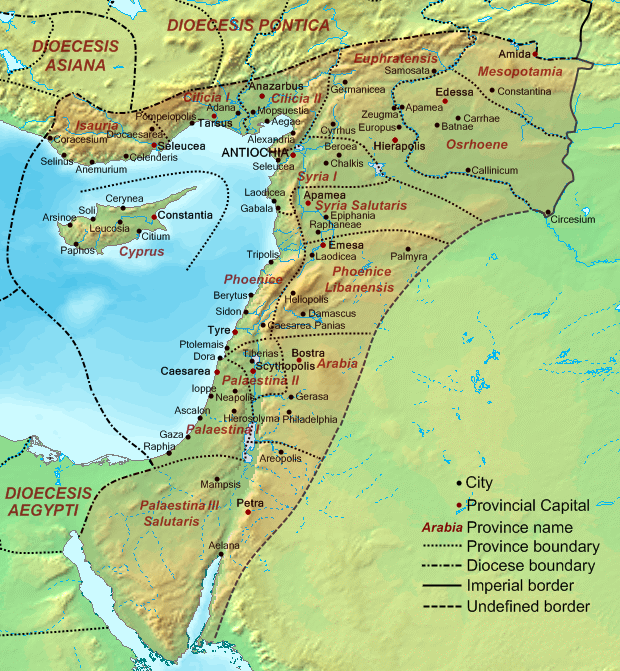
La Diocesi d'Oriente nel 400: nell'angolo nord-occidentale si trova la provincia tardo-imperiale dell'Isauria.

La provincia di Isauria fu istituita con la riforma amministrativa di Diocleziano (297). La nuova provincia di Isauria, parte della Diocesi d'Oriente, copriva entrambi i versanti del Tauro fino al Mar Mediterraneo, comprendendo la regione precedentemente nota come Cilicia Trachea e il bacino del fiume Calicadno.
L'Isauria era infestata da briganti, detti Isauri, che prendevano il nome della regione stessa di cui essi erano nativi e dove operavano. Il problema delle loro scorrerie afflisse l'Isauria e le regioni confinanti, come la Licia e la Panfilia, per diversi secoli. Si narra che, sotto il regno di Probo (276-282), gli Isauri, condotti dal loro capo Lidio, saccheggiarono la Panfilia e la Licia, prima di essere fermati dall'esercito romano, il quale, strettoli d'assedio presso la città di Crimna, in Licia, riuscirono ad uccidere Lidio e a fermare i saccheggi. Nel corso del secolo successivo, nel IV secolo, i saccheggi degli Isauri tornarono un problema serio.
Intorno al 354, i briganti Isauri devastarono le province dell'Oriente romano. I motivi della rivolta fu l'uccisione di un loro associato, che fatto prigioniero dalle autorità romane, fu gettato in pasto alle belve durante i giochi all'anfiteatro di Iconio, città della Pisidia, ritenuto dai briganti Isauri un oltraggio senza precedenti. Giunsero ad attaccare le navi romane ormeggiate lungo la costa, uccidendone gli equipaggi e ritirandosi con un ricco bottino; tanto era il timore degli equipaggi di essere assaliti e uccisi dai briganti Isauri che non osavano più approdare sulle coste dell'Isauria bensì sostare a Cipro, sulla sponda opposta. Non essendo rimasto più nulla da saccheggiare in Isauria, passarono poi a devastare la Licaonia, provincia limitrofa all'Isauria, e, bloccando le strade con strette barriccate, depredarono i beni dei provinciali e dei viaggiatori. Le guarnigioni romane in un primo momento fallirono nel loro tentativo di arrestare i saccheggi dei briganti Isauri, in quanto questi ultimi conoscevano bene il loro territorio montagnoso e approfittarono della conoscenza della configurazione del terreno impervio per tendere imboscate e insidie alle armate romane. Tuttavia, in un terreno pianeggiante, gli Isauri non potevano minimamente competere con le armate romane, ragion per cui i briganti Isauri, dopo aver avuto qualche rovescio in Licaonia in quanto territorio in gran parte pianeggiante, deliberarono di ritirarsi in Pamfilia. Dopo aver affrontato estreme difficoltà, gli Isauri giunsero sulle rive del Melas, un fiume che forniva riparo alle popolazioni locali dai saccheggi nemici, con l'intenzione di attraversarlo: il fiume era tuttavia molto profondo e inoltre, mentre gli Isauri erano alla ricerca di imbarcazioni per attraversarlo, intervennero le legioni romane, che riuscirono a respingere gli Isauri, costringendoli a ripiegare in direzione di Laranda, dove si riposarono per qualche giorno e si rifornirono di provviste. Da qui attaccarono alcuni villaggi ricchi, senza molto successo in quanto essi erano difesi da alcune coorti di cavalleria romana, che non ebbero problemi a respingere gli assalti degli Isauri su un territorio pianeggiante. Tentarono poi di assaltare per tre giorni e per tre notti la fortezza di Palea, nei pressi del mare, ma questa era protetta da delle mura molto resistenti, e dunque l'assalto fallì. Essi decisero pertanto di assaltare Seleucia, la metropoli della provincia, con l'intento di distruggerla: essa era tuttavia difesa da tre legioni sotto il comando del comes Castricio, il quale, avvertito dagli esploratori delle intenzioni degli Isauri, decise di scontrarsi con gli Isauri per difendere la città. Le tre legioni romane avevano intenzione di scontrarsi con i briganti isauri nei pressi del fiume Calicadno, il cui corso costeggia le torri delle mura di Seleucia, ma, dopo alcune schermaglie iniziali, esse furono richiamate indietro dai loro comandanti, i quali ritenevano troppo rischiosa una battaglia a così poca distanza dalle fortificazioni. Ritornate dentro le mura, sbarrarono tutti gli ingressi, e presero posizione sulle torri e sulle mura per difenderle dall'assedio degli Isauri. Questi ultimi avevano catturato alcune imbarcazioni che stavano trasportando grano sul fiume, e si impadronirono di nuove provviste, mentre gli assediati avevano già esaurito le loro scorte regolari di provviste, e rischiavano di capitolare per fame. Quando le notizie dell'assedio di Seleucia raggiunsero Costantinopoli, il Cesare Gallo decise di ordinare a Nebridio, Comes Orientis, di intervenire in soccorso della città assediata: alla notizia dell'arrivo imminente della potente armata di Nebridio, i saccheggiatori isauri decisero di levare immediatamente l'assedio, trovando di nuovo riparo sulle loro montagne.
Gli Isauri proseguirono le loro scorrerie anche sotto il regno dell'Imperatore Valente (364-378); in particolare intorno al 375 devastarono le province della Licia e Panfilia, devastando le campagne nel caso non riuscissero ad impadronirsi delle città dotate di solide fortificazioni; le truppe inviate da Valente da Antiochia per fermare le incursioni, allorché gli Isauri si ritiravano sulle montagne con tutto il loro bottino, si rifiutavano di seguirli sulle montagne, timorosi probabilmente di imboscate. Gli Isauri ripresero poi le loro incursioni nel 404, sotto il regno di Arcadio, devastando le campagne e le città non ben fortificate o addirittura prive di fortificazioni; i loro saccheggi furono agevolati dal fatto che le fortificazioni delle città di quelle regioni (Panfilia e Cilicia) erano già state danneggiate dalle incursioni del generale ribelle Tribigildo alcuni anni prima (399). Il generale Arbazacio, inviato dall'Imperatore per porre fine ai saccheggi dei briganti Isauri, riuscì ad occupare molte città cadute in mano ai briganti e a risospingerli sulle montagne, uccidendo anche molti di loro, ma poi non portò fino in fondo a termine il suo incarico, pensando ad arricchirsi in maniera illecita con diversi abusi. Richiamato a Costantinopoli per essere processato per gli abusi commessi, riuscì però ad essere assolto grazie alla cessione all'Imperatrice Elia Eudossia di parte del bottino recuperato agli Isauri. Le scorrerie degli Isauri proseguirono fino al 407, come attestano gli scritti di Giovanni Crisostomo.